# أكرم خان (سياسي)
أكرم خان (بالإنجليزية: Akram Khan)‏ هو سياسي هندي، ولد في 10 أكتوبر 1970. حزبياً، نشط في Bahujan Samaj Party ‏. وقد انتخب Member of the Legislative Assembly (India) ‏ وانتخب Member of the Haryana Legislative Assembly ‏.